# Adolf Brudes
Adolf Brudes von Breslau (Groß Kotulin, 15 ottobre 1899 – Brema, 5 novembre 1986) è stato un pilota automobilistico tedesco.

## Carriera
Partecipò al Gran Premio di Germania 1952 di Formula 1 con una Veritas non portando però a termine la gara.
Finì al terzo posto la Mille Miglia nel 1940 con una BMW 328. Durante la sua carriera corse principalmente con Borgward le gare di durata come la 1000 km di Buenos Aires, la 24 Ore di Le Mans, la Carrera Panamericana e si cimentò anche nei tentativi di velocità massima all'AVUS.

## Risultati in Formula 1
| 1952 | Scuderia       | Vettura        |  |  |  |  |  |     |  |  | Punti | Pos. |
| ---- | -------------- | -------------- |  |  |  |  |  | --- |  |  | ----- | ---- |
| 1952 | Pilota privato | Veritas Meteor |  |  |  |  |  | Rit |  |  | 0     |      |

| Legenda | 1º posto     | 2º posto | 3º posto    | A punti         | Senza punti/Non class.  | Grassetto – Pole position Corsivo – Giro più veloce |
| Legenda | Squalificato | Ritirato | Non partito | Non qualificato | Solo prove/Terzo pilota | Grassetto – Pole position Corsivo – Giro più veloce |